# The Tourist (série télévisée)
Pour les articles homonymes, voir The Tourist (film) et Tourist.
The Tourist est une série télévisée dramatique à suspense écrite par Harry et Jack Williams et diffusée pour la première fois au Royaume-Uni le 1er janvier 2022 sur BBC One, le lendemain en Australie sur Stan, et aux États-Unis, la première saison dès le 3 mars sur HBO Max et la deuxième sur Netflix.
Elle a été diffusée en France sur France 2 à partir du 20 juin 2022. La série est également disponible sur Amazon Prime Video, incluant le Québec.
En mars 2022, le feuilleton a été officiellement renouvelé pour une deuxième saison.

## Synopsis
Un homme (Jamie Dornan) se réveille à l'hôpital après un accident de voiture, dans une petite ville d'Australie. Il n'a aucun souvenir de son passé. Grâce  aux quelques indices en sa possession, il part à la recherche de son identité, aidé par une policière débutante et une serveuse rencontrées sur sa route.

## Distribution
Note : La série dispose de deux doublages différents, l'un réalisé par France Télévisions et l'autre, disponible sur Prime Video, représenté ici en italique.

### Acteurs principaux
- Jamie Dornan (VF : Valentin Merlet ; Benjamin Penamaria) : l'homme / Elliot Stanley
- Danielle Macdonald (VF : Diane Kristanek ; Julia Boutteville) : Helen Chambers
- Victoria Haralabidou (en) : Lena Pascal
- Shalom Brune-Franklin (VF : Youna Noiret)[note 1] : Luci Miller/Victoria
- Greg Larsen (en) (VF : Jérôme Wiggins) : Ethan Krum

### Première saison seulement
- Ólafur Darri Ólafsson (VF : Stefan Godin ; Frédéric Souterelle) : Billy Nixon
- Alex Dimitriades (VF : Boris Rehlinger ; Yann Sundberg) : Kosta Panigiris
- Genevieve Lemon (VF : Annie Le Youdec ; Cathy Cerda) : Sue
- Danny Adcock (en) (VF : Georges d'Audignon) : Ralph
- Damon Herriman (VF : Xavier Béja ; Jean-Pascal Quilichini) : l'inspecteur Lachlan Rogers
- Alex Andreas (en) (VF : François Hatt ; Stéphane Pouplard) : Dimitri Panigiris
- Maria Mercedes (en) (VF : Isabelle Leprince ; Daria Levannier) : Freddie Lanagan
- Michael Ibbotson : Peter le policier
- Kamil Ellis (en) (VF : Tom Trouffier ; Paul Bertin-Hugault) : le sergent Rodney Lammon
- The Umbilical Brothers (en) (David Collins (VF : Guillaume Lebon ; Benoît Du Pac) et Shane Dundas) : les pilotes d'hélicoptère, Arlo et Jesse
- Ansuya Nathan (VF : Nayéli Forest ; Marie Chevalot) : Cath Bauri

### Deuxième saison seulement
- Version française
  - Studio de doublage : Imagine (France TV et Prime Video)
  - Direction artistique : Coco Noël (France TV) / Alan Aubert-Carlin (Prime Video)
  - Adaptation : Stéphane Guissant, Cécile Favre et Nicolas Mourguye (France TV)

 Source et légende : version française (VF) sur RS Doublage

## Production

### Développement
En février 2020, BBC One et Stan annoncent la coproduction d'un mini-feuilleton thriller écrit par Harry et Jack Williams, réalisé par Chris Sweeney et produit par Two Brothers Pictures. En janvier 2021, Jamie Dornan, Danielle Macdonald, Shalom Brune-Franklin, Ólafur Darri Ólafsson et Alex Dimitriades ont rejoint le casting du feuilleton.

### Tournage
Le tournage, qui a débuté en mars 2021 en Australie-Méridionale, a eu lieu dans les villes régionales de Port Augusta et Peterborough, et la chaîne des Flinders, avec quelques scènes tournées à Adélaïde.  L'équipe de production a recréé la plage Kuta de Bali sur la plage North Haven d'Adélaïde.

### Distinctions
- 2022 : Nomination pour le prix de l'acteur remarquable aux Logie Awards pour Jamie Dornan[9]
- 2022 : Nomination pour le prix de la meilleure mini-série ou téléfilm aux Logie Awards
- 2022 : Golden Nymph Award de la meilleure série au Festival de Télévision de Monte-Carlo[10]
- 2022 : Golden Nymph Award de la meilleure création au Festival de Télévision de Monte-Carlo
- 2022 : Prix du public bétaséries au Festival de Télévision de Monte-Carlo
- 2022 (en attente) Nomination pour la meilleure série originale aux National Television Awards
- 2022 (en attente) Nomination pour la meilleure performance dramatique aux National Television Awards pour Jamie Dornan